# Coupe du monde masculine de volley-ball
La Coupe du monde masculine de volley-ball est une compétition internationale de volley-ball sous l'égide de la Fédération internationale de volley-ball dont l'organisation est prise en charge par la fédération japonaise depuis 1977. La compétition est ouverte aux deux premiers de chaque classement FIVB continental (Europe, Amérique du Nord, Amérique du Sud, Afrique, Asie), plus le Japon et le champion du monde en titre.
Ce tournoi offre à chaque édition depuis 1989, la qualification pour les Jeux olympiques aux 3 premiers classés (sauf en 2019).
Il se joue sous forme de Round Robin : chaque équipe rencontrant successivement toutes les autres.

## Palmarès
| 1965 Détails | Pologne            | URSS               | Pologne         | Tchécoslovaquie      | Japon           |
| 1969 Détails | Allemagne de l'Est | Allemagne de l'Est | Japon           | URSS                 | Bulgarie        |
| 1973         | Tchécoslovaquie    | Édition annulée    | Édition annulée | Édition annulée      | Édition annulée |
| 1977 Détails | Japon              | URSS               | Japon           | Cuba                 | Pologne         |
| 1981 Détails | Japon              | URSS               | Cuba            | Brésil               | Pologne         |
| 1985 Détails | Japon              | États-Unis         | URSS            | Tchécoslovaquie      | Brésil          |
| 1989 Détails | Japon              | Cuba               | Italie          | URSS                 | États-Unis      |
| 1991 Détails | Japon              | URSS               | Cuba            | États-Unis           | Japon           |
| 1995 Détails | Japon              | Italie             | Pays-Bas        | Brésil               | États-Unis      |
| 1999 Détails | Japon              | Russie             | Italie          | Cuba                 | États-Unis      |
| 2003 Détails | Japon              | Brésil             | Italie          | Serbie-et-Monténégro | États-Unis      |
| 2007 Détails | Japon              | Brésil             | Russie          | Bulgarie             | États-Unis      |
| 2011 Détails | Japon              | Russie             | Pologne         | Brésil               | Italie          |
| 2015 Détails | Japon              | États-Unis         | Italie          | Pologne              | Russie          |
| 2019 Détails | Japon              | Brésil             | Pologne         | États-Unis           | Japon           |

## Tableau des médailles
| Rang  | Pays       | Or | Argent | Bronze | Total |
| 1     | Russie     | 6  | 2      | 2      | 10    |
| 2     | Brésil     | 3  | 0      | 3      | 6     |
| 3     | États-Unis | 2  | 0      | 2      | 4     |
| 4     | Italie     | 1  | 4      | 0      | 5     |
| 5     | Cuba       | 1  | 2      | 2      | 5     |
| 6     | Allemagne  | 1  | 0      | 0      | 1     |
| 7     | Pologne    | 0  | 3      | 1      | 4     |
| 8     | Japon      | 0  | 2      | 0      | 2     |
| 9     | Pays-Bas   | 0  | 1      | 0      | 1     |
| 10    | Tchéquie   | 0  | 0      | 2      | 2     |
| 11    | Bulgarie   | 0  | 0      | 1      | 1     |
| -     | Serbie     | 0  | 0      | 1      | 1     |
| Total | Total      | 14 | 14     | 14     | 42    |